# Demografia di Porto Rico

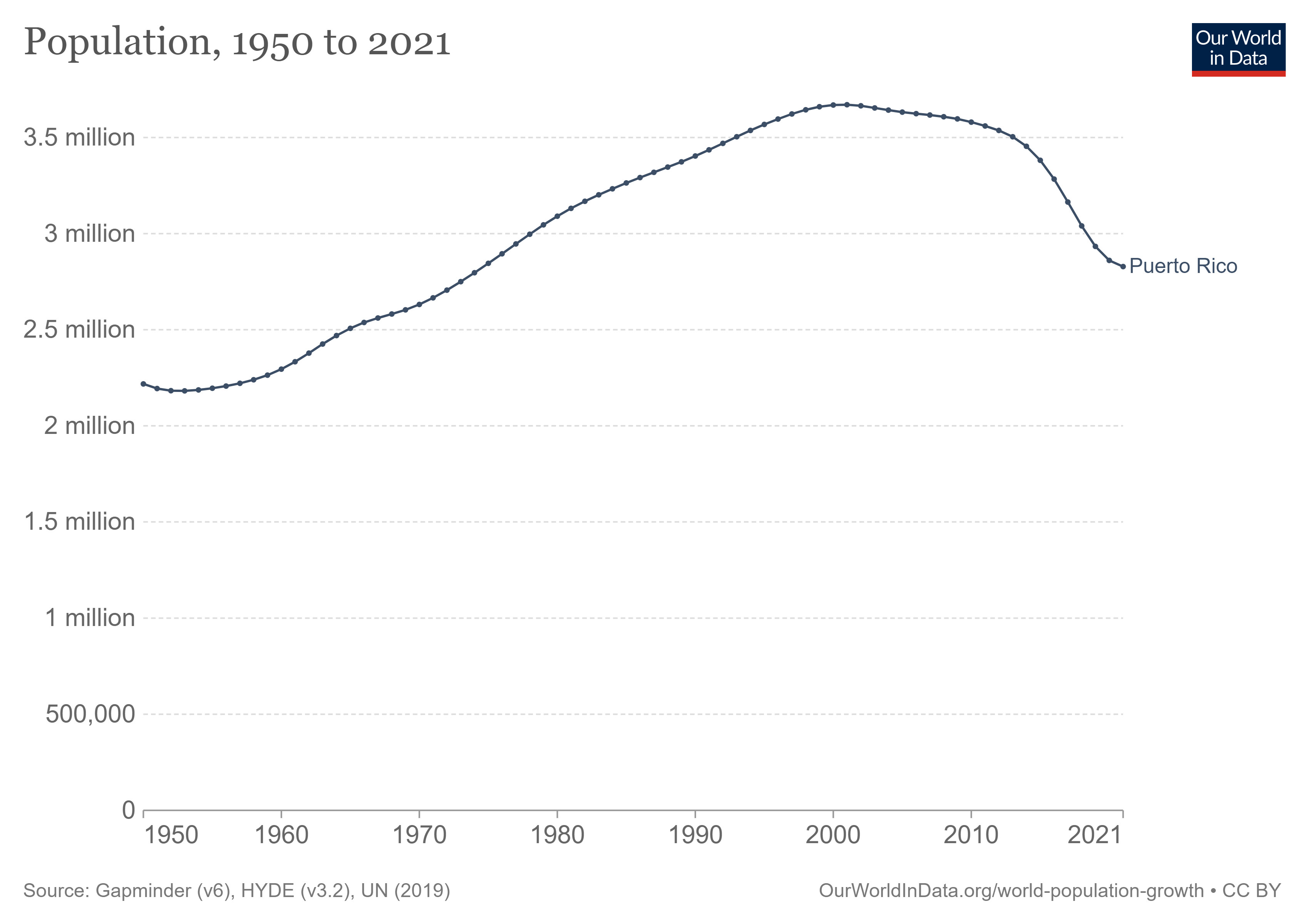
La costantel crescita demografica di Porto Rico

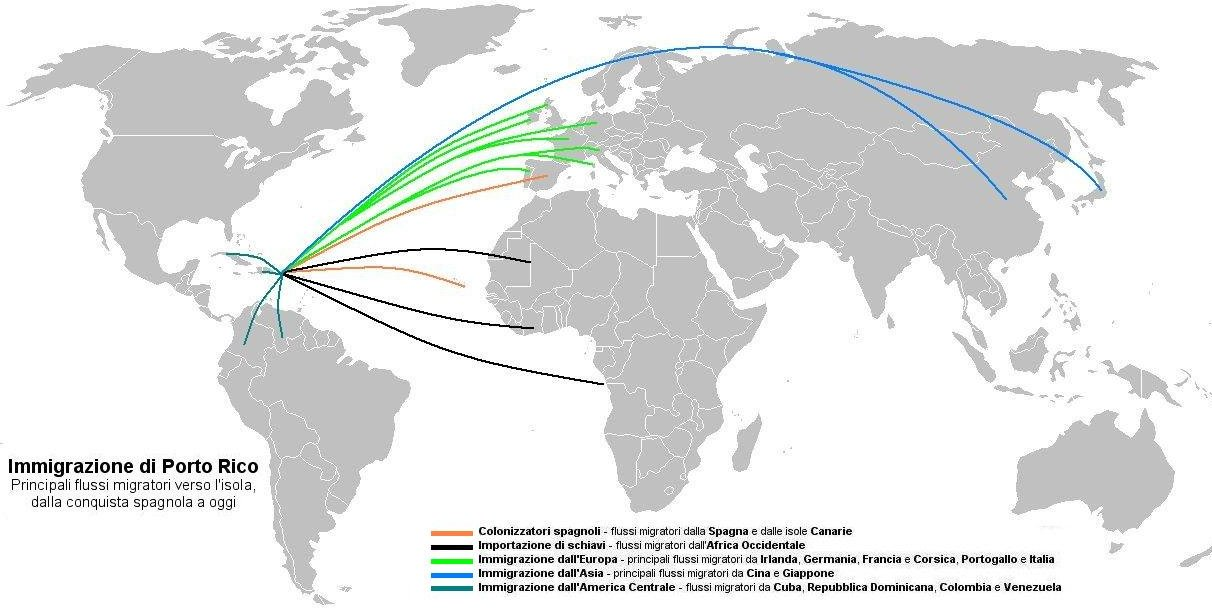
Flussi migratori verso Porto Rico

Nel 2004 la popolazione di Porto Rico, in costante crescita, raggiungeva i 3.920.000 abitanti, mentre il numero di emigrati portoricani residenti negli Stati Uniti superava quota 4.300.000. Dagli anni sessanta si è assistito a un incremento demografico pari allo 0,47% annuo, con una speranza di vita decisamente alta: 81,77 anni per le donne e 73,67 anni per gli uomini, con una media nazionale di 77,62 anni.
L'attuale popolazione portoricana è un miscuglio di europei, africani e amerindi con una piccola presenza di asiatici.
1. L'etnia dominante è rappresentata dai meticci, per la maggior parte discendenti diretti soprattutto degli spagnoli e degli abitanti delle Canarie[2], che conquistarono e colonizzarono l'isola mescolandosi con i nativi Taino, ma discendenti anche dei francesi e dei corsi, degli italiani, dei portoghesi e, in parte minore, dei tedeschi, degli scozzesi e degli irlandesi. È stato scientificamente dimostrato, inoltre, che questo gruppo etnico possiede anche una discreta percentuale di tratti somatici degli amerindi Taino[3].
2. La seconda etnia dell'isola è rappresentata dai discendenti degli schiavi neri africani, portati sull'isola dai conquistadores spagnoli. Tra questi si possono individuare le etnie yoruba e bantu originarie dell'Africa Occidentale.
3. La terza etnia, che corrisponde a circa l'1% della popolazione totale, è rappresentata dagli asiatici provenienti soprattutto dalla Cina e dal Giappone.
4. Tra le minoranze etniche vanno infine citati gli immigrati cubani, dominicani, colombiani e venezuelani giunti sull'isola in tempi molto recenti[4].